# 艾赫泰韋河

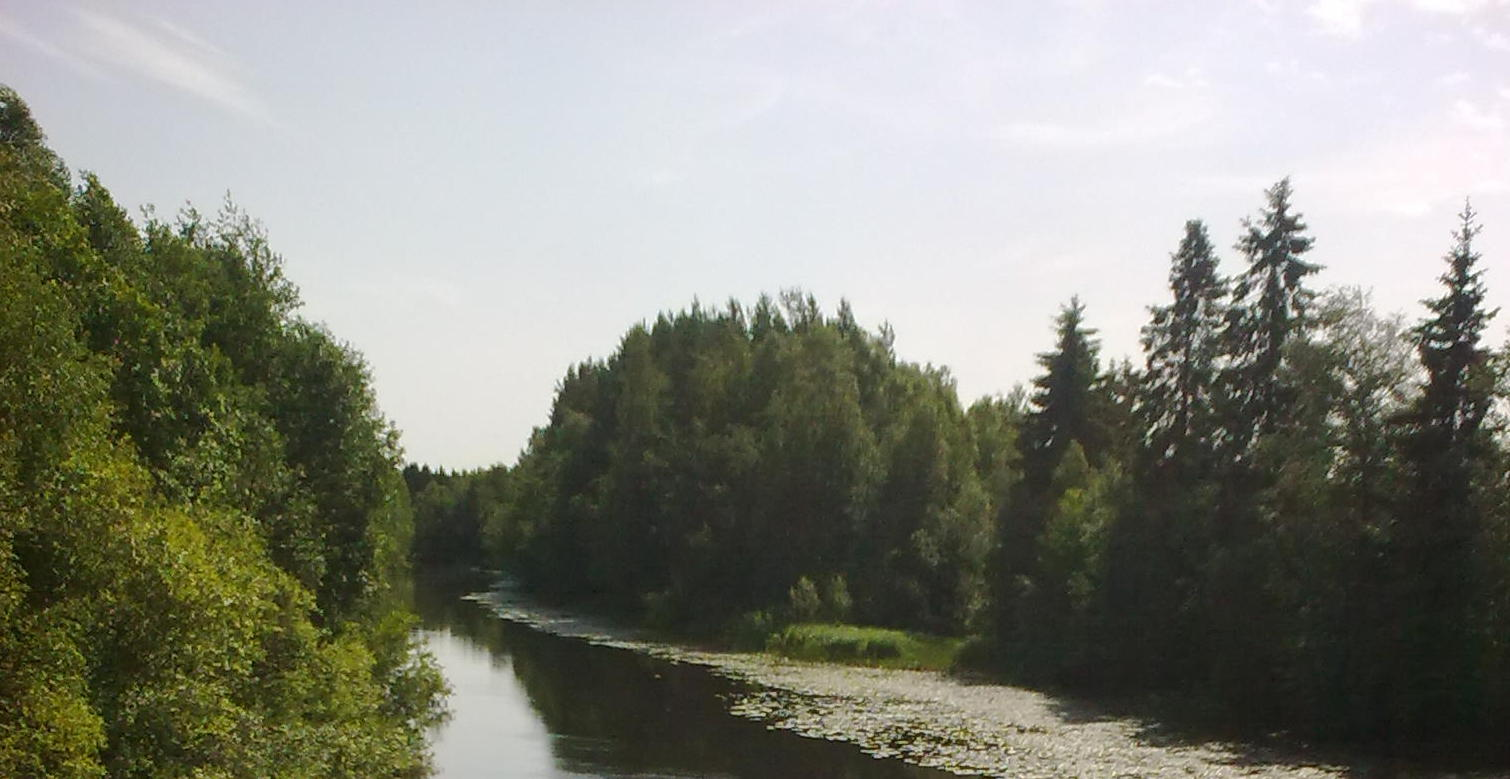

艾赫泰韋河（芬蘭語：Ähtävänjoki）是芬蘭的河流，流經南波赫扬马区和波赫扬马区，最終在雅各布斯塔德以東注入波羅的海，河道全長60公里，流域面積2,054平方公里，平均流量每秒15立方米。